# Lauriane Truchetet
Lauriane Truchetet, est une ancienne joueuse professionnelle et internationale française de volley-ball, née le 7 avril 1984 à Mulhouse. Elle a joué au poste de passeuse durant ses douze ans de carrière en France et en Allemagne.   
Lauriane Truchetet a ensuite été entraîneur-manager de volley-ball à haut niveau. Responsable du projet de création du centre de formation du Quimper Volley 29, elle est entraîneur adjoint de l'équipe évoluant en Ligue A, le plus haut niveau de volley-ball féminin en France. Elle occupe pendant quelques mois en intérim le rôle d'entraîneur principale. Elle a occupé un poste de deuxième adjointe avec l'équipe de France senior durant l'été 2016.

## Clubs

### Joueuse
| Club                             | Pays      | De        | À         |
| -------------------------------- | --------- | --------- | --------- |
| VBCR Huningue                    | France    | 1995-1996 | 1995-1996 |
| VBC Kingersheim                  | France    | 1996-1997 | 1998-1999 |
| INSEP                            | France    | 1999-2000 | 2001-2002 |
| Chamalières VB                   | France    | 2002-2003 | 2002-2003 |
| Gazélec Béziers                  | France    | 2003-2004 | 2003-2004 |
| USSP Albi Volley-Ball            | France    | 2004-2005 | 2005-2006 |
| Le Cannet-Rocheville             | France    | 2006-2007 | 2007-2008 |
| Saint-Raphaël                    | France    | 2008-2009 | 2010-2011 |
| Istres Ouest Provence VB         | France    | 2011-2012 | 2011-2012 |
| Terville Florange Olympique Club | France    | 2012-2013 | 2012-2013 |
| VC Stuttgart                     | Allemagne | 2013-2014 | 2013-2014 |

### Entraîneur
| Club                | Pays   | De        | À         | Fonction |
| ------------------- | ------ | --------- | --------- | --- |
| Vannes Volley-Ball  | France | 2014-2015 | 2014-2015 | - Entraîneur adjoint de Ligue A - Entraîneur de Ligue A en Intérim - Entraîneur de l’équipe réserve en N3F - Chargée du projet « création du Centre de Formation » |
| Quimper Volley 29,. | France | 2015-2016 | 2017-2018 | - Entraîneur adjoint de Ligue A - Entraîneur de Ligue A en intérim - Entraîneur de l’équipe réserve en N3F et en N2F - Chef de projet et coordinatrice du projet « création du Centre de Formation » du Quimper Volley 29 - Responsable sportive du Centre de formation |

## Palmarès

### Joueuse
- 4e du championnat de France de Ligue A féminine en 2006, 2007 et 2008
- Finaliste de la Coupe d'Europe CEV en 2008
- Finaliste de la Coupe de France en 2006 et 2009
- Championne de France Elite féminine et vainqueur de la Coupe de France Fédérale en 2013
- Participation aux compétitions internationales : Championnat d'Europe[pas clair] en 1999, Jeux méditerranéens de 2013[4]. et Ligue européenne 2013[5],[6].

### Entraîneur
- Championne de France Élite Féminine et finaliste de la Coupe de France Fédérale en 2016
- Montée en N2F après une saison invaincue de sa poule en N3F
- Deuxième entraîneur adjoint de l'équipe de France féminine au début du projet « génération 2024 » en été 2017
- Obtention de l’agrément ministériel du Centre de formation du Quimper Volley 29